# 汉水桥街道
汉水桥街道，是中华人民共和国湖北省武汉市硚口区下辖的一个乡镇级行政单位。

## 名称来源
街道名来源于街道辖区附近横跨汉江的汉水铁路桥。

## 行政区划
汉水桥街道下辖以下地区：
汉宜社区、阮家台社区、皮子街社区、仁寿社区、营前社区、汉水桥社区、海工社区、学苑社区、解放社区、营房社区、营南社区、营北社区和汉水社区。